# ドーソン・カー・カンパニー
ドーソン・カー・カンパニー（Dawson Car Company）は1918年6月にAJ・ドーソンが設立した自動車メーカーである。ドーソンは1910年からヒルマン自動車の工場長兼主任技術者だった。ヒルマン時代の代表車にヒルマン・ナインがある。ナインはドーソン退社後の1925年まで4000台程が生産されている。
ドーソンが自分の会社で製造したのは一種類、1795cc 11-12hpのオーバーヘッド・カムシャフト・エンジンに3速トランスミッションを使った車のみ。ボディスタイルは4種。コーチビルダー、チャールズワース（Charlesworth ）が生産し、黒いウイングがつけられドーソン・ブルーとよばれた色で販売されたのがそのほとんどだった。1921年に70台程生産したところで会社はトライアンフに買収された。
ドーソン車は2座の安いものでも750ポンドと高価でモーリスやオースチンとは太刀打ちできなかった。ほとんどすべての部品は自社製作であり、工場はコヴェントリーのストーク、クレイラインにあった。